# Ellen Hjøllund Klinge
Ellen Hjøllund Klinge (født 31. december 2000 i Strib) er en cykelrytter fra Danmark, der kører for Carbonbike Giordana by Gen Z.

## Karriere
Efter at dyrket svømning, begyndte Ellen Hjøllund Klinge i 2017 at køre bane- og landevejscykling hos Cykling Odense. Da hun i september 2017 som juniorrytter stillede op ved de jysk-fynske mesterskaber i enkeltstart i Haderslev, var det karrierens andet løb, og hun kørte på en lånt cykel. Da der i januar 2018 blev afholdt nordiske mesterskaber i banecykling vandt hun flere medaljer.
Da landevejssæsonen begyndte i marts 2018, blev hun udtaget til det danske juniorlandshold. I slutningen af juni 2018 blev der afholdt DM i landevejscykling, og her vandt Ellen Hjøllund Klinge bronze ved damejuniorenes enkeltstart. Ved VM i landevejscykling 2018 som blev afholdt i september 2018 blev hun udtaget til at deltage i juniorenes linjeløb, men hun gennemførte ikke løbet. Den første deltagelse ved elite-DM i landevejscykling kom i 2019, hvor hun endte på 15. pladsen i linjeløbet. 
Fra starten af 2020 blev Hjøllund Klinge en del af Cykling Odenses nye elitehold for kvinder. Samme år vandt hun ved DM i banecykling bronze i parløb sammen med Karoline Hemmsen. Året efter blev det til sølvmedalje i parløb, og bronzemedalje ved DM i holdløb.

### 2022
I slutningen af januar 2022 blev hun sammen med Mikka Holm, Laura Auerbach-Lind og Victoria Ahrenkiel Lund, danmarksmester i 4000 meter holdløb på bane. Et par uger før var det blevet offentliggjort at Ellen Hjøllund skiftede til eliteteamet Team Bache-JS.dk fra Aarhus.
Ved EM i landevejscykling 2022 i portugisiske Anadia blev Ellen Hjøllund udtaget til at deltage i enkeltstart, team time trial og linjeløb for U23-ryttere. På enkeltstarten endte hun på 26. pladsen, 6,19 min. efter den hollandske vinder Shirin van Anrooij.
Den 10. december blev hun danmarksmester i omnium. Dagen efter blev det til endnu et danmarksmesterskab, da Ellen Hjøllund Klinge sammen med Laura Auerbach-Lind sejrede i parløb.

### 2023
Klinge fik debut ved VM i banecykling, da hun deltog i parløbet sammen med Amalie Dideriksen. De opnåede en 9. plads.

### 2025
I juni 2025 blev hun udtaget til det danske landshold der skulle køre World Tour-løbet Copenhagen Sprint.